# باباريواد
بابارياواد هي إمارة صغيرة تحت سيادة ولاية جوناغاد الأميرية. خلال فترة الهند البريطانية، سميت بابارياواد باسم باباريا راجبوت، وكانت هي المنطقة الشرقية لولاية جوناغاد الأميرية، في جنوب وسط كاثياوار. تألفت من 51 قرية.